# Ducado de Montalto (1 de enero de 1507)

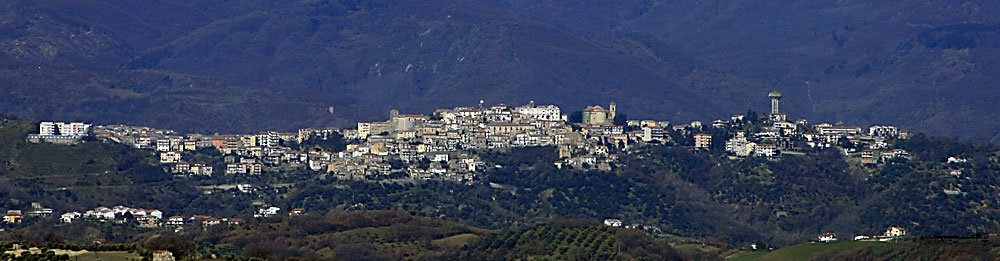
Vista de Montalto Uffugo.

El ducado de Montalto es un título nobiliario español, creado originalmente en el reino de Nápoles el 1 de enero de 1507 por el rey Fernando el Católico para Gonzalo Fernández de Córdoba, el Gran Capitán.
En 1919, Alfonso XIII lo rehabilitó, con grandeza de España, en la persona de Fernando de Bustos y Ruiz de Arana, II duque de Montalto.

## Denominación
Su nombre hace referencia a la localidad de Montalto, en el reino de Nápoles. A la muerte del Gran Capitán, el título revirtió en la Corona.

## Duques de Montalto
|                                     | Titular                             | Periodo                             |
| Creación por Fernando V el Católico | Creación por Fernando V el Católico | Creación por Fernando V el Católico |
| ----------------------------------- | ----------------------------------- | ----------------------------------- |
| i                                   | Gonzalo Fernández de Córdoba        | 1507-1515                           |
| Rehabilitación por Alfonso XIII     |                                     |                                     |
| ii                                  | Fernando de Bustos y Ruiz de Arana  | 1919-1936                           |
| iii                                 | Fernando de Bustos y Martorell      | 1941/1955-2002                      |
| iv                                  | Ricardo de Bustos y Martorell       | 2004-2022                           |
| iv                                  | María Leticia de Bustos y Morenés   | 2025-                               |

## Historia de los duques de Montalto
- Gonzalo Fernández de Córdoba, el Gran Capitán, I duque de Montalto

Rehabilitado en 1919
- Fernando de Bustos y Ruiz de Arana (Madrid, 3 de noviembre de 1899-Madrid, 22 de agosto de 1936[2]), II duque de Montalto y maestrante de Granada.[3][4] Era hijo de Alfonso de Bustos y Bustos, IX marqués de Corvera, V marqués de las Almenas y XI vizconde de Rías, y de su esposa María Isabel Ruiz de Arana y Osorio de Moscoso, XXII condesa de Nieva y XV condesa de Oliveto.[5]

Casó el 5 de mayo de 1922, en Madrid, con Ángela María Martorell y Téllez Girón. Sucedió su hijo:
- Fernando de Bustos y Martorell (m. 2002), III duque de Montalto.[3]

Casó en octubre de 1957, en Madrid, con Mercedes Chacón Gómez. Sin descendencia, sucedió su hermano:
- Ricardo de Bustos y Martorell (m. Madrid, 19 de noviembre de 2022[6]), IV duque de Montalto.[7][3]

Casó con María de las Mercedes Morenés y Ruiz-Senén, XVIII marquesa de Campoo, Padres de Belén, Leticia, Fernando y Natalia de Bustos y Morenés. Le sucedió su hija:
- María Leticia de Bustos y Morenés, V duquesa de Montalto.[8]

## Árbol genealógico
| Duques de Montalto      |
| ----------------------- |
| Titulares Pretendientes |

|  |  |  |  |                                                              |                                                              |                                                              |                                                              |                                                              |                                                              | Gonzálo Fernández de Córdoba, i duque de Sessa, i duque de Montalto (1453–1515) |  |                                                              |                                                              | | | | | | |                                                                                              |                                                    |                                                                                 |                                                                                 |                                                                                 |                                                                                 |                                                                                 |                                                                                 |                                                   |                                                   |                                                   |                                                   |  |  |  |  |  |  |  |  |  |  |
|  |  |  |  |                                                              |                                                              |                                                              |                                                              |                                                              |                                                              |                                                                                 |  |                                                              |                                                              | | | | | | |                                                                                              |                                                    |                                                                                 |                                                                                 |                                                                                 |                                                                                 |                                                                                 |                                                                                 |                                                   |                                                   |                                                   |                                                   |  |  |  |  |  |  |  |  |  |  |
|  |  |  |  |                                                              |                                                              |                                                              |                                                              |                                                              |                                                              | Elvira Fernández de Córdoba, condesa de Cabra, ii duquesa de Sessa († 1524)     |  |                                                              |                                                              | | | | | | |                                                                                              |                                                    |                                                                                 |                                                                                 |                                                                                 |                                                                                 |                                                                                 |                                                                                 |                                                   |                                                   |                                                   |                                                   |  |  |  |  |  |  |  |  |  |  |
|  |  |  |  |                                                              |                                                              |                                                              |                                                              |                                                              |                                                              |                                                                                 |  |                                                              |                                                              | | | | | | |                                                                                              |                                                    |                                                                                 |                                                                                 |                                                                                 |                                                                                 |                                                                                 |                                                                                 |                                                   |                                                   |                                                   |                                                   |  |  |  |  |  |  |  |  |  |  |
|  |  |  |  |                                                              |                                                              |                                                              |                                                              |                                                              |                                                              |                                                                                 |  |                                                              |                                                              | | | | | | |                                                                                              |                                                    |                                                                                 |                                                                                 |                                                                                 |                                                                                 |                                                                                 |                                                                                 |                                                   |                                                   |                                                   |                                                   |  |  |  |  |  |  |  |  |  |  |
|  |  |  |  | Gonzalo Fernández de Córdoba, iii duque de Sessa (1520-1578) | Gonzalo Fernández de Córdoba, iii duque de Sessa (1520-1578) | Gonzalo Fernández de Córdoba, iii duque de Sessa (1520-1578) | Gonzalo Fernández de Córdoba, iii duque de Sessa (1520-1578) | Gonzalo Fernández de Córdoba, iii duque de Sessa (1520-1578) | Gonzalo Fernández de Córdoba, iii duque de Sessa (1520-1578) |                                                                                 |  | Francisca Fernández de Córdoba, iv duquesa de Sessa († 1565) | Francisca Fernández de Córdoba, iv duquesa de Sessa († 1565) | Francisca Fernández de Córdoba, iv duquesa de Sessa († 1565)                                                                                         | Francisca Fernández de Córdoba, iv duquesa de Sessa († 1565)                                                                                         | Francisca Fernández de Córdoba, iv duquesa de Sessa († 1565)                                                                                         | Francisca Fernández de Córdoba, iv duquesa de Sessa († 1565)                                                                                         | | | Beatriz de Figueroa, duquesa de Soma († 1553)                                                | Beatriz de Figueroa, duquesa de Soma († 1553)      | Beatriz de Figueroa, duquesa de Soma († 1553)                                   | Beatriz de Figueroa, duquesa de Soma († 1553)                                   | Beatriz de Figueroa, duquesa de Soma († 1553)                                   | Beatriz de Figueroa, duquesa de Soma († 1553)                                   |                                                                                 |                                                                                 |                                                   |                                                   |                                                   |                                                   |  |  |  |  |  |  |  |  |  |  |
|  |  |  |  | Gonzalo Fernández de Córdoba, iii duque de Sessa (1520-1578) | Gonzalo Fernández de Córdoba, iii duque de Sessa (1520-1578) | Gonzalo Fernández de Córdoba, iii duque de Sessa (1520-1578) | Gonzalo Fernández de Córdoba, iii duque de Sessa (1520-1578) | Gonzalo Fernández de Córdoba, iii duque de Sessa (1520-1578) | Gonzalo Fernández de Córdoba, iii duque de Sessa (1520-1578) |                                                                                 |  | Francisca Fernández de Córdoba, iv duquesa de Sessa († 1565) | Francisca Fernández de Córdoba, iv duquesa de Sessa († 1565) | Francisca Fernández de Córdoba, iv duquesa de Sessa († 1565)                                                                                         | Francisca Fernández de Córdoba, iv duquesa de Sessa († 1565)                                                                                         | Francisca Fernández de Córdoba, iv duquesa de Sessa († 1565)                                                                                         | Francisca Fernández de Córdoba, iv duquesa de Sessa († 1565)                                                                                         | | | Beatriz de Figueroa, duquesa de Soma († 1553)                                                | Beatriz de Figueroa, duquesa de Soma († 1553)      | Beatriz de Figueroa, duquesa de Soma († 1553)                                   | Beatriz de Figueroa, duquesa de Soma († 1553)                                   | Beatriz de Figueroa, duquesa de Soma († 1553)                                   | Beatriz de Figueroa, duquesa de Soma († 1553)                                   |                                                                                 |                                                                                 |                                                   |                                                   |                                                   |                                                   |  |  |  |  |  |  |  |  |  |  |
|  |  |  |  |                                                              |                                                              |                                                              |                                                              |                                                              |                                                              |                                                                                 |  |                                                              |                                                              | | | | | | | Antonio Fernández de Córdoba, v duque de Sessa (1550-1606)                                   |                                                    |                                                                                 |                                                                                 |                                                                                 |                                                                                 |                                                                                 |                                                                                 |                                                   |                                                   |                                                   |                                                   |  |  |  |  |  |  |  |  |  |  |
|  |  |  |  |                                                              |                                                              |                                                              |                                                              |                                                              |                                                              |                                                                                 |  |                                                              |                                                              | | | | | | |                                                                                              |                                                    |                                                                                 |                                                                                 |                                                                                 |                                                                                 |                                                                                 |                                                                                 |                                                   |                                                   |                                                   |                                                   |  |  |  |  |  |  |  |  |  |  |
|  |  |  |  |                                                              |                                                              |                                                              |                                                              |                                                              |                                                              |                                                                                 |  |                                                              |                                                              | | | | | | | Luis Fernández de Córdoba, vi duque de Sessa (1582-1642)                                     |                                                    |                                                                                 |                                                                                 |                                                                                 |                                                                                 |                                                                                 |                                                                                 |                                                   |                                                   |                                                   |                                                   |  |  |  |  |  |  |  |  |  |  |
|  |  |  |  |                                                              |                                                              |                                                              |                                                              |                                                              |                                                              |                                                                                 |  |                                                              |                                                              | | | | | | |                                                                                              |                                                    |                                                                                 |                                                                                 |                                                                                 |                                                                                 |                                                                                 |                                                                                 |                                                   |                                                   |                                                   |                                                   |  |  |  |  |  |  |  |  |  |  |
|  |  |  |  |                                                              |                                                              |                                                              |                                                              |                                                              |                                                              |                                                                                 |  |                                                              |                                                              | | | | | | | Antonio Fernández de Córdoba, vii duque de Sessa (1600-1659)                                 |                                                    |                                                                                 |                                                                                 |                                                                                 |                                                                                 |                                                                                 |                                                                                 |                                                   |                                                   |                                                   |                                                   |  |  |  |  |  |  |  |  |  |  |
|  |  |  |  |                                                              |                                                              |                                                              |                                                              |                                                              |                                                              |                                                                                 |  |                                                              |                                                              | | | | | | |                                                                                              |                                                    |                                                                                 |                                                                                 |                                                                                 |                                                                                 |                                                                                 |                                                                                 |                                                   |                                                   |                                                   |                                                   |  |  |  |  |  |  |  |  |  |  |
|  |  |  |  |                                                              |                                                              |                                                              |                                                              |                                                              |                                                              |                                                                                 |  |                                                              |                                                              | | | | | | | Francisco Fernández de Córdoba, viii duque de Sessa (1626-1688)                              |                                                    |                                                                                 |                                                                                 |                                                                                 |                                                                                 |                                                                                 |                                                                                 |                                                   |                                                   |                                                   |                                                   |  |  |  |  |  |  |  |  |  |  |
|  |  |  |  |                                                              |                                                              |                                                              |                                                              |                                                              |                                                              |                                                                                 |  |                                                              |                                                              | | | | | | |                                                                                              |                                                    |                                                                                 |                                                                                 |                                                                                 |                                                                                 |                                                                                 |                                                                                 |                                                   |                                                   |                                                   |                                                   |  |  |  |  |  |  |  |  |  |  |
|  |  |  |  |                                                              |                                                              |                                                              |                                                              |                                                              |                                                              |                                                                                 |  |                                                              |                                                              | | | | | | | Félix Fernández de Córdoba, ix duque de Sessa (1654-1709)                                    |                                                    |                                                                                 |                                                                                 |                                                                                 |                                                                                 |                                                                                 |                                                                                 |                                                   |                                                   |                                                   |                                                   |  |  |  |  |  |  |  |  |  |  |
|  |  |  |  |                                                              |                                                              |                                                              |                                                              |                                                              |                                                              |                                                                                 |  |                                                              |                                                              | | | | | | |                                                                                              |                                                    |                                                                                 |                                                                                 |                                                                                 |                                                                                 |                                                                                 |                                                                                 |                                                   |                                                   |                                                   |                                                   |  |  |  |  |  |  |  |  |  |  |
|  |  |  |  |                                                              |                                                              |                                                              |                                                              |                                                              |                                                              |                                                                                 |  |                                                              |                                                              | | | | | | | Francisco Javier Fernández de Córdoba, x duque de Sessa (1687-1750)                          |                                                    |                                                                                 |                                                                                 |                                                                                 |                                                                                 |                                                                                 |                                                                                 |                                                   |                                                   |                                                   |                                                   |  |  |  |  |  |  |  |  |  |  |
|  |  |  |  |                                                              |                                                              |                                                              |                                                              |                                                              |                                                              |                                                                                 |  |                                                              |                                                              | | | | | | |                                                                                              |                                                    |                                                                                 |                                                                                 |                                                                                 |                                                                                 |                                                                                 |                                                                                 |                                                   |                                                   |                                                   |                                                   |  |  |  |  |  |  |  |  |  |  |
|  |  |  |  |                                                              |                                                              |                                                              |                                                              |                                                              |                                                              |                                                                                 |  |                                                              |                                                              | | | | | | | Ventura Francisca Fernández de Córdoba, condesa de Altamira, xi duquesa de Sessa (1712-1768) |                                                    |                                                                                 |                                                                                 |                                                                                 |                                                                                 |                                                                                 |                                                                                 |                                                   |                                                   |                                                   |                                                   |  |  |  |  |  |  |  |  |  |  |
|  |  |  |  |                                                              |                                                              |                                                              |                                                              |                                                              |                                                              |                                                                                 |  |                                                              |                                                              | | | | | | |                                                                                              |                                                    |                                                                                 |                                                                                 |                                                                                 |                                                                                 |                                                                                 |                                                                                 |                                                   |                                                   |                                                   |                                                   |  |  |  |  |  |  |  |  |  |  |
|  |  |  |  |                                                              |                                                              |                                                              |                                                              |                                                              |                                                              |                                                                                 |  |                                                              |                                                              | | | | | | | Ventura Osorio de Moscoso, xi conde de Altamira, xii duque de Sessa (n. 1713)                |                                                    |                                                                                 |                                                                                 |                                                                                 |                                                                                 |                                                                                 |                                                                                 |                                                   |                                                   |                                                   |                                                   |  |  |  |  |  |  |  |  |  |  |
|  |  |  |  |                                                              |                                                              |                                                              |                                                              |                                                              |                                                              |                                                                                 |  |                                                              |                                                              | | | | | | |                                                                                              |                                                    |                                                                                 |                                                                                 |                                                                                 |                                                                                 |                                                                                 |                                                                                 |                                                   |                                                   |                                                   |                                                   |  |  |  |  |  |  |  |  |  |  |
|  |  |  |  |                                                              |                                                              |                                                              |                                                              |                                                              |                                                              |                                                                                 |  |                                                              |                                                              | | | | | | | Vicente Osorio de Moscoso, XII conde de Altamira, xiii duque de Sessa (1756-1816)            |                                                    |                                                                                 |                                                                                 |                                                                                 |                                                                                 |                                                                                 |                                                                                 |                                                   |                                                   |                                                   |                                                   |  |  |  |  |  |  |  |  |  |  |
|  |  |  |  |                                                              |                                                              |                                                              |                                                              |                                                              |                                                              |                                                                                 |  |                                                              |                                                              | | | | | | |                                                                                              |                                                    |                                                                                 |                                                                                 |                                                                                 |                                                                                 |                                                                                 |                                                                                 |                                                   |                                                   |                                                   |                                                   |  |  |  |  |  |  |  |  |  |  |
|  |  |  |  |                                                              |                                                              |                                                              |                                                              |                                                              |                                                              |                                                                                 |  |                                                              |                                                              | | | | | | | Vicente Osorio de Moscoso, xiii conde de Altamira, xiv duque de Sessa (1777-1837)            |                                                    |                                                                                 |                                                                                 |                                                                                 |                                                                                 |                                                                                 |                                                                                 |                                                   |                                                   |                                                   |                                                   |  |  |  |  |  |  |  |  |  |  |
|  |  |  |  |                                                              |                                                              |                                                              |                                                              |                                                              |                                                              |                                                                                 |  |                                                              |                                                              | | | | | | |                                                                                              |                                                    |                                                                                 |                                                                                 |                                                                                 |                                                                                 |                                                                                 |                                                                                 |                                                   |                                                   |                                                   |                                                   |  |  |  |  |  |  |  |  |  |  |
|  |  |  |  |                                                              |                                                              |                                                              |                                                              |                                                              |                                                              |                                                                                 |  |                                                              |                                                              | | | | | | | Vicente Osorio de Moscoso, xiv conde de Altamira, xv duque de Sessa (1801-1864)              |                                                    |                                                                                 |                                                                                 |                                                                                 |                                                                                 |                                                                                 |                                                                                 |                                                   |                                                   |                                                   |                                                   |  |  |  |  |  |  |  |  |  |  |
|  |  |  |  |                                                              |                                                              |                                                              |                                                              |                                                              |                                                              |                                                                                 |  |                                                              |                                                              | | | | | | |                                                                                              |                                                    |                                                                                 |                                                                                 |                                                                                 |                                                                                 |                                                                                 |                                                                                 |                                                   |                                                   |                                                   |                                                   |  |  |  |  |  |  |  |  |  |  |
|  |  |  |  |                                                              |                                                              |                                                              |                                                              |                                                              |                                                              |                                                                                 |  |                                                              |                                                              | | | | | | |                                                                                              |                                                    |                                                                                 |                                                                                 |                                                                                 |                                                                                 |                                                                                 |                                                                                 |                                                   |                                                   |                                                   |                                                   |  |  |  |  |  |  |  |  |  |  |
|  |  |  |  |                                                              |                                                              |                                                              |                                                              |                                                              |                                                              |                                                                                 |  |                                                              |                                                              | José María Osorio de Moscoso, xv conde de Altamira, xvi duque de Sessa (1828-1881)                                                                   | José María Osorio de Moscoso, xv conde de Altamira, xvi duque de Sessa (1828-1881)                                                                   | José María Osorio de Moscoso, xv conde de Altamira, xvi duque de Sessa (1828-1881)                                                                   | José María Osorio de Moscoso, xv conde de Altamira, xvi duque de Sessa (1828-1881)                                                                   | José María Osorio de Moscoso, xv conde de Altamira, xvi duque de Sessa (1828-1881)                                                                   | José María Osorio de Moscoso, xv conde de Altamira, xvi duque de Sessa (1828-1881)                                                                   |                                                                                              |                                                    | María Rosalía Osorio de Moscoso, xiv duquesa de Baena (n. 1840)                 | María Rosalía Osorio de Moscoso, xiv duquesa de Baena (n. 1840)                 | María Rosalía Osorio de Moscoso, xiv duquesa de Baena (n. 1840)                 | María Rosalía Osorio de Moscoso, xiv duquesa de Baena (n. 1840)                 | María Rosalía Osorio de Moscoso, xiv duquesa de Baena (n. 1840)                 | María Rosalía Osorio de Moscoso, xiv duquesa de Baena (n. 1840)                 |                                                   |                                                   |                                                   |                                                   |  |  |  |  |  |  |  |  |  |  |
|  |  |  |  |                                                              |                                                              |                                                              |                                                              |                                                              |                                                              |                                                                                 |  |                                                              |                                                              | José María Osorio de Moscoso, xv conde de Altamira, xvi duque de Sessa (1828-1881)                                                                   | José María Osorio de Moscoso, xv conde de Altamira, xvi duque de Sessa (1828-1881)                                                                   | José María Osorio de Moscoso, xv conde de Altamira, xvi duque de Sessa (1828-1881)                                                                   | José María Osorio de Moscoso, xv conde de Altamira, xvi duque de Sessa (1828-1881)                                                                   | José María Osorio de Moscoso, xv conde de Altamira, xvi duque de Sessa (1828-1881)                                                                   | José María Osorio de Moscoso, xv conde de Altamira, xvi duque de Sessa (1828-1881)                                                                   |                                                                                              |                                                    | María Rosalía Osorio de Moscoso, xiv duquesa de Baena (n. 1840)                 | María Rosalía Osorio de Moscoso, xiv duquesa de Baena (n. 1840)                 | María Rosalía Osorio de Moscoso, xiv duquesa de Baena (n. 1840)                 | María Rosalía Osorio de Moscoso, xiv duquesa de Baena (n. 1840)                 | María Rosalía Osorio de Moscoso, xiv duquesa de Baena (n. 1840)                 | María Rosalía Osorio de Moscoso, xiv duquesa de Baena (n. 1840)                 |                                                   |                                                   |                                                   |                                                   |  |  |  |  |  |  |  |  |  |  |
|  |  |  |  |                                                              |                                                              |                                                              |                                                              |                                                              |                                                              |                                                                                 |  |                                                              |                                                              | Francisco de Asís Osorio de Moscoso, xvi conde de Altamira, xvii duque de Sessa (1847-1924) Con sucesión en los condes de Altamira, duques de Sessa. | Francisco de Asís Osorio de Moscoso, xvi conde de Altamira, xvii duque de Sessa (1847-1924) Con sucesión en los condes de Altamira, duques de Sessa. | Francisco de Asís Osorio de Moscoso, xvi conde de Altamira, xvii duque de Sessa (1847-1924) Con sucesión en los condes de Altamira, duques de Sessa. | Francisco de Asís Osorio de Moscoso, xvi conde de Altamira, xvii duque de Sessa (1847-1924) Con sucesión en los condes de Altamira, duques de Sessa. | Francisco de Asís Osorio de Moscoso, xvi conde de Altamira, xvii duque de Sessa (1847-1924) Con sucesión en los condes de Altamira, duques de Sessa. | Francisco de Asís Osorio de Moscoso, xvi conde de Altamira, xvii duque de Sessa (1847-1924) Con sucesión en los condes de Altamira, duques de Sessa. |                                                                                              |                                                    | María Isabel Ruiz de Arana, marquesa de Corvera, xxi condesa de Nieva (n. 1865) | María Isabel Ruiz de Arana, marquesa de Corvera, xxi condesa de Nieva (n. 1865) | María Isabel Ruiz de Arana, marquesa de Corvera, xxi condesa de Nieva (n. 1865) | María Isabel Ruiz de Arana, marquesa de Corvera, xxi condesa de Nieva (n. 1865) | María Isabel Ruiz de Arana, marquesa de Corvera, xxi condesa de Nieva (n. 1865) | María Isabel Ruiz de Arana, marquesa de Corvera, xxi condesa de Nieva (n. 1865) |                                                   |                                                   |                                                   |                                                   |  |  |  |  |  |  |  |  |  |  |
|  |  |  |  |                                                              |                                                              |                                                              |                                                              |                                                              |                                                              |                                                                                 |  |                                                              |                                                              | Francisco de Asís Osorio de Moscoso, xvi conde de Altamira, xvii duque de Sessa (1847-1924) Con sucesión en los condes de Altamira, duques de Sessa. | Francisco de Asís Osorio de Moscoso, xvi conde de Altamira, xvii duque de Sessa (1847-1924) Con sucesión en los condes de Altamira, duques de Sessa. | Francisco de Asís Osorio de Moscoso, xvi conde de Altamira, xvii duque de Sessa (1847-1924) Con sucesión en los condes de Altamira, duques de Sessa. | Francisco de Asís Osorio de Moscoso, xvi conde de Altamira, xvii duque de Sessa (1847-1924) Con sucesión en los condes de Altamira, duques de Sessa. | Francisco de Asís Osorio de Moscoso, xvi conde de Altamira, xvii duque de Sessa (1847-1924) Con sucesión en los condes de Altamira, duques de Sessa. | Francisco de Asís Osorio de Moscoso, xvi conde de Altamira, xvii duque de Sessa (1847-1924) Con sucesión en los condes de Altamira, duques de Sessa. |                                                                                              |                                                    | María Isabel Ruiz de Arana, marquesa de Corvera, xxi condesa de Nieva (n. 1865) | María Isabel Ruiz de Arana, marquesa de Corvera, xxi condesa de Nieva (n. 1865) | María Isabel Ruiz de Arana, marquesa de Corvera, xxi condesa de Nieva (n. 1865) | María Isabel Ruiz de Arana, marquesa de Corvera, xxi condesa de Nieva (n. 1865) | María Isabel Ruiz de Arana, marquesa de Corvera, xxi condesa de Nieva (n. 1865) | María Isabel Ruiz de Arana, marquesa de Corvera, xxi condesa de Nieva (n. 1865) |                                                   |                                                   |                                                   |                                                   |  |  |  |  |  |  |  |  |  |  |
|  |  |  |  |                                                              |                                                              |                                                              |                                                              |                                                              |                                                              |                                                                                 |  |                                                              |                                                              | | | | | | |                                                                                              |                                                    | Fernando de Bustos, ii duque de Montalto (1899-1936)                            |                                                                                 |                                                                                 |                                                                                 |                                                                                 |                                                                                 |                                                   |                                                   |                                                   |                                                   |  |  |  |  |  |  |  |  |  |  |
|  |  |  |  |                                                              |                                                              |                                                              |                                                              |                                                              |                                                              |                                                                                 |  |                                                              |                                                              | | | | | | |                                                                                              |                                                    |                                                                                 |                                                                                 |                                                                                 |                                                                                 |                                                                                 |                                                                                 |                                                   |                                                   |                                                   |                                                   |  |  |  |  |  |  |  |  |  |  |
|  |  |  |  |                                                              |                                                              |                                                              |                                                              |                                                              |                                                              |                                                                                 |  |                                                              |                                                              | | | | | | |                                                                                              |                                                    |                                                                                 |                                                                                 |                                                                                 |                                                                                 |                                                                                 |                                                                                 |                                                   |                                                   |                                                   |                                                   |  |  |  |  |  |  |  |  |  |  |
|  |  |  |  |                                                              |                                                              |                                                              |                                                              |                                                              |                                                              |                                                                                 |  |                                                              |                                                              | | | | | Fernando de Bustos, iii duque de Montalto († 2002)                                                                                                   | Fernando de Bustos, iii duque de Montalto († 2002)                                                                                                   | Fernando de Bustos, iii duque de Montalto († 2002)                                           | Fernando de Bustos, iii duque de Montalto († 2002) | Fernando de Bustos, iii duque de Montalto († 2002)                              | Fernando de Bustos, iii duque de Montalto († 2002)                              |                                                                                 |                                                                                 | Ricardo de Bustos, iv duque de Montalto (n. 1931)                               | Ricardo de Bustos, iv duque de Montalto (n. 1931)                               | Ricardo de Bustos, iv duque de Montalto (n. 1931) | Ricardo de Bustos, iv duque de Montalto (n. 1931) | Ricardo de Bustos, iv duque de Montalto (n. 1931) | Ricardo de Bustos, iv duque de Montalto (n. 1931) |  |  |  |  |  |  |  |  |  |  |
|  |  |  |  |                                                              |                                                              |                                                              |                                                              |                                                              |                                                              |                                                                                 |  |                                                              |                                                              | | | | | Fernando de Bustos, iii duque de Montalto († 2002)                                                                                                   | Fernando de Bustos, iii duque de Montalto († 2002)                                                                                                   | Fernando de Bustos, iii duque de Montalto († 2002)                                           | Fernando de Bustos, iii duque de Montalto († 2002) | Fernando de Bustos, iii duque de Montalto († 2002)                              | Fernando de Bustos, iii duque de Montalto († 2002)                              |                                                                                 |                                                                                 | Ricardo de Bustos, iv duque de Montalto (n. 1931)                               | Ricardo de Bustos, iv duque de Montalto (n. 1931)                               | Ricardo de Bustos, iv duque de Montalto (n. 1931) | Ricardo de Bustos, iv duque de Montalto (n. 1931) | Ricardo de Bustos, iv duque de Montalto (n. 1931) | Ricardo de Bustos, iv duque de Montalto (n. 1931) |  |  |  |  |  |  |  |  |  |  |
|  |  |  |  |                                                              |                                                              |                                                              |                                                              |                                                              |                                                              |                                                                                 |  |                                                              |                                                              | | | | | | |                                                                                              |                                                    |                                                                                 |                                                                                 |                                                                                 |                                                                                 | Leticia de Bustos, condesa de Polentinos (n. 1961)                              |                                                                                 |                                                   |                                                   |                                                   |                                                   |  |  |  |  |  |  |  |  |  |  |
|  |  |  |  |                                                              |                                                              |                                                              |                                                              |                                                              |                                                              |                                                                                 |  |                                                              |                                                              | | | | | | |                                                                                              |                                                    |                                                                                 |                                                                                 |                                                                                 |                                                                                 |                                                                                 |                                                                                 |                                                   |                                                   |                                                   |                                                   |  |  |  |  |  |  |  |  |  |  |
|  |  |  |  |                                                              |                                                              |                                                              |                                                              |                                                              |                                                              |                                                                                 |  |                                                              |                                                              | | | | | | |                                                                                              |                                                    |                                                                                 |                                                                                 |                                                                                 |                                                                                 | Ignacio de Colmenares y Bustos (n. 1986)                                        |                                                                                 |                                                   |                                                   |                                                   |                                                   |  |  |  |  |  |  |  |  |  |  |